# Sazan
Sazan (alb. Sazani, wł. Sasseno) – niewielka wyspa o strategicznym położeniu u wejścia do Zatoki Vlora, należy do Albanii. Zajmuje powierzchnię 5 km², a zamieszkuje ją około 50 osób.

## Historia
W starożytności znana pod nazwą Saso. Później przez dłuższy czas należała do Republiki Weneckiej, by w wyniku wojen napoleońskich stać się częścią brytyjskiego protektoratu Wysp Jońskich. W 1864 wraz z innymi Wyspami Jońskimi przekazana Grecji. W wyniku wydarzeń II wojny bałkańskiej Grecja, naciskana w tej sprawie przez Włochy i Austrię, opuściła wyspę w 1914. Sazan dostał się pod okupację włoską, na wyspie ustanowiono zarządcę wojskowego. Fakt ten został potwierdzony w tajnym układzie zawartym rok później w Londynie. Po I wojnie światowej Albania formalnie zrzekła się wyspy na rzecz Włoch. Sazan przyłączono do Albanii na mocy decyzji aliantów, podjętych na konferencji paryskiej 10 lutego 1947. W czasach, gdy Albania była państwem komunistycznym, na wyspie istniało więzienie, w którym umieszczano głównie więźniów politycznych, zwane "albańskim Alcatraz".

## Znaczki pocztowe
Podczas włoskiej okupacji wyspy używano na niej znaczków Poczty Włoskiej. Jednakże w kwietniu 1923 r. wprowadzono do obiegu serię ośmiu znaczków włoskich z nadrukiem „Saseno”.